# Pseudcraspedia punctata
Pseudcraspedia punctata là một loài bướm đêm thuộc họ Noctuidae. Nó được tìm thấy ở Asia, bao gồm Sikkim.